# 茶店布依族苗族彝族乡
茶店布依族苗族彝族乡是中华人民共和国贵州省毕节市织金县下辖的一个民族乡。

## 行政区划
茶店布依族苗族彝族乡下辖以下村级行政区划单位：
先锋村、上寨村、以补村、以冲村、跑瓦村、鸭院村、桂花村、团结村、红艳村、八寨村、磨大村、群丰村、海马村、洞口村、安乐村、湖坝村、龙井村、前进村、山林村、东风村和大营村。